# Rubén Tufiño
Rubén Darío Tufiño Schwenk (ur. 9 stycznia 1970 w Santa Cruz) – boliwijski piłkarz grający podczas kariery na pozycji defensywnego pomocnika.

## Kariera klubowa
Rubén Tufiño karierę piłkarską rozpoczął w klubie Oriente Petrolero w 1995. W 1997 przeszedł do Bloomingu Santa Cruz. Z Bloomingiem dwukrotnie zdobył mistrzostwo Boliwii w 1998 i 1999.
W latach 2002–2004 był zawodnikiem Club Bolívar. Z Bolívarem wygrał mistrzostwa w 2002 oraz turniej mistrzowski Apertura w 2004.
W 2005 przeszedł do lokalnego rywala Bolívaru – The Strongest. Karierę zakończył w 2006 w barwach Bloomingu.

## Kariera reprezentacyjna
W reprezentacji Boliwii Tufiño zadebiutował 1995. W 1997 uczestniczył w Copa América. Na turnieju odbywającym się w rodzinnej Bolwii, Tufiño z kolegami wywalczyli wicemistrzostwo kontynentu. Na turnieju Tufiño był rezerwowym i nie wystąpił w żadnym meczu.
W 1999 po raz drugi uczestniczył w Copa América. Na turnieju w Paragwaju wystąpił we wszystkich trzech meczach z Paragwajem, Peru i Japonią. W tym samym roku uczestniczył również w Pucharze Konfederacji 1999. Na turnieju w Meksyku Tufiño wystąpił we wszystkich trzech meczach z Egiptem, Arabią Saudyjską i Meksykiem.
W 2004 po raz ostatni uczestniczył w Copa América. Na turnieju w Peru Tufiño wystąpił we wszystkich trzech meczach z Peru, Kolumbią i Wenezuelą. Ostatni raz w reprezentacji Tufiño wystąpił 17 listopada 2004 w przegranym 0-1 meczu eliminacji Mistrzostw Świata z Kolumbią.
Ogółem w kadrze narodowej od 1995 do 2004 roku rozegrał 35 meczów, w których zdobył bramkę.